# 朝倉街道
朝倉街道（あさくらがいどう）は、筑前国博多（福岡藩）と豊後国日田（西国郡代）を結んでいた街道。現在の福岡県朝倉市で秋月街道（現・国道322号）と交わる。この交差点一帯は交通の要衝であるため、秋月藩でなく福岡藩が管理していた。

## 概要
現在の福岡県道・大分県道112号福岡日田線（福岡県筑紫野市からは国道386号と重複）とほぼ一致する。
「朝倉街道」と書いて「あさくらがいどう」と読む。「あさくらかいどう」は誤り。